# Бюльбюль, Мешади Мухаммед
Мешади Мухаммед Бюльбюль (азерб. Məşədi Məhəmməd Bülbül, 1858, Шуша, Шушинский уезд, Елизаветпольская губерния, Российская империя — 1918, Шуша, Шушинский уезд, Елизаветпольская губерния, Российская империя) — азербайджанский поэт и ханенде XIX века, член литературного общества «Меджлиси-фарамушан».

## Биография
Мешади Мухаммед Бюльбюль родился в Шуше в 1858 году. Он также получил образование в школе Моллы Ибрагима в Шуше, где изучал арабский и персидский языки, выразительно читал Коран и обучался чистописанию. Учась в школе, он глубоко освоил восточную литературу. Он проявлял большой интерес к народной литературе и любовным стихам, народные песни вдохновляли его и еще больше утончили его художественный вкус. Благодаря своему красивому голосу и темпераменту он участвовал в некоторых собраниях и пел свои газели. Однако в силу определенных причин Мешади Мухаммед оставил искусство пения и стал активным участником литературных обществ и стал больше заниматься литературным творчеством. В то время Бюльбюль занимался торговлей, чтобы прокормить свою семью в годы засухи и голода, которые часто случались в Карабахе. Он ездит в крупные промышленные города на заработки. Через много лет поэт вернулся в Шушу, где и скончался в 1918 году.

## Творчество
До сегодняшнего дня дошла небольшая часть литературного наследия Бюльбюля. Оно состоит из стихов, написанных на азербайджанском и персидском языках. Жанровое разнообразие характерно для творчества Мешади Мухаммеда, но он больше предпочитал жанр газелей.  Склонность к этому жанру была связана еще и с тем, что Бюльбюль занимался искусством пения. Однако, несмотря на это, он писал и в жанре касыд, стихотворных писем, рубаи, новха. Поэт придерживается классических восточных традиций, особенно его сочинение в традиции Физули, что характерно для творчества поэтов XIX века, так как, он находился под влиянием Физули. Для творчества Бюльбюля, рассматривающего религиозные и социальные темы как подвижные, принимая во внимание, что в его творчество преобладает тема любви. Лирический герой поэта — очень любвеобильный, страстный персонаж, страдающий от своей любви. Характерный для классической литературы образ грустного, беспокойного, измученного влюблённого также характерен для его лирического героя.